# 拉甫卻克古城遺址
拉甫卻克古城遺址是中國新疆哈密市伊州區的一座唐代古城遺址，是中國全國重點文物保護單位。古城位於伊州區五堡鎮白楊河東岸，受雨水沖刷分成南北兩部分。城址北側的拉甫卻克墓地是一批具有典型中原風格的墓葬，出土有開元通寶等唐代遺物。古城西邊是一座巨大的佛寺遺址，保存有佛殿、洞窟、僧房窟、佛塔等遺蹟。古城西北的台地上有一疑似倉儲的建築遺址。